# III когорта бревков
III когорта бревков (лат. cohors III Breucorum) — вспомогательное подразделение армии Древнего Рима, относящееся к типу cohors quinquagenaria peditata.
Данное подразделение было сформировано по приказу императора Веспасиана приблизительно в 71—72 годах из племени бревков, населявших долину реки Сава в римской провинции Паннония. Их вербовка была связана с необходимостью возместить тяжёлые потери, понесенные вспомогательными частями римской армии во время гражданской войны 69 года, Батавского восстания и Первой Иудейской войны.
Когорта была отправлена в Нижнюю Германию, однако точное место её лагеря установить не удалось. Найденный в этой провинции военный диплом эпохи правления Домициана и датированный периодом между 90 и 96 годом, говорит, что она была завербована 25 годами ранее. Когорта принимал участие в деятельности императора Траяна по стабилизации германской границы в 98—99 годах. Во время первого Дакийского похода в 101 году, подразделение оставалось в Нижней Германии. В 127 году, при Адриане, ситуация оставалась прежней.
Последнее свидетельство о когорте найдено в кастеллуме Лаурум (Вурден, Нидерланды) в устье Рейна, где центурион Луций Теренций Базон посвятил алтарь Минерве, Солнцу и императору Антонину Пию между 138 и 161 году. Иногда когорта находилась в кастеллуме Абусина в Реции. По всей видимости, подразделение исчезло в последней трети II века.